# Carles de Viana
Carles d'Aragó i d'Évreux, més conegut com a Carles de Viana (Peñafiel, 29 de maig de 1421-Barcelona, 23 de setembre de 1461), fou príncep d'Aragó i infant de Navarra, príncep de Viana, duc de Gandia (1439-1461), de Girona (1458-1461) i rei titular de Navarra (1441-1461).

## Orígens familiars
Nasqué a Peñafiel el 29 de maig del 1421; era el fill primer de Joan d'Aragó, futur rei de la corona d'Aragó, i de la seva primera esposa, la reina Blanca I de Navarra.

## Núpcies i descendents
El 30 de setembre de 1439 es casà amb Agnès de Cleves, que morí el 1448. D'aquest matrimoni no tingué fills.
A la seva mort estava promès amb Caterina, filla del rei Eduard I de Portugal, la qual, en no poder maridar-se amb Carles, entrà com a religiosa al convent de Santa Clara de Lisboa.
Carles de Viana tingué diversos fills il·legítims:
- Anna de Navarra (?-1477), casada el 1471 amb Luis de la Cerda i de la Vega, duc de Medinaceli
- Felip de Navarra (1456-1488), arquebisbe de Palerm
- Joan Alfons de Navarra (1459-1529), bisbe d'Osca

## El problema navarrès
Pel casament de Blanca I amb Joan II d'Aragó, s'establí que el fill primogènit del matrimoni heretaria el Regne de Navarra a la mort de la reina. Així, Carles, en néixer, fou nomenat príncep de Viana, títol destinat a l'hereu, i fou reconegut com a tal per les Corts de Navarra. Però el 1441, amb pare i fill enemistats, Joan d'Aragó decidí excloure'l de la successió i ell continuà sent rei de Navarra, mentre Carles de Viana tan sols rebia el títol de lloctinent del regne.
Les relacions entre pare i fill encara passaren per moments més difícils, sobretot a partir del nou casament del príncep Joan el 1447 amb Joana Enríquez, que aviat li donà un nou hereu, Ferran, que posteriorment seria rei d'Aragó.
Així doncs, esclatà la Guerra Civil navarresa entre els agramontesos, partidaris de Joan d'Aragó, i els beaumontesos, partidaris de Carles, que a partir d'aquell moment l'anomenaren Carles IV de Navarra. El 1451 s'enfrontaren en la batalla d'Oibar, on Carles rebé l'ajuda de Joan II de Castella, però fou derrotat i fet presoner, cosa que propicià que fos desheretat.
Un cop alliberat, Joana Enríquez conspirà contra ell i Carles fugí del país per prendre refugi a Nàpols, a la cort del seu oncle Alfons el Magnànim. El 1458, amb la mort d'Alfons, el príncep Joan es convertí en Rei d'Aragó amb el nom de Joan II d'Aragó duent a desavinences entre Joan i Carles per l'ordre de successió, augmentades quan Joan nomenava al seu fill Ferran com a duc de Montblanc, revelant-se la intenció de fer-lo hereu, i designant la seva filla Elionor com a governadora de Navarra. Joan inicià llavors el viatge cap a les seves noves terres per tal de presentar-s'hi com a sobirà i el 22 de novembre de 1458 entrà oficialment a Barcelona. Des de Sicília, Carles va fer una crida als catalans a recolzar-lo, i va arribar a una concòrdia amb Joan, per la que ell i els seus partidaris eren perdonats però a Carles se'l prohibia estar a Sicília i Navarra. Carles fou rebut a Barcelona el 31 de març de 1460 com a príncep hereu provocant l'enuig del rei, que no el reconeixia com a tal, i el rei prohibí que en fou considerat, i fou cridat a les Corts de Lleida, sent aclamat per les viles on passava, i el rei ordenà la detenció del príncep, que fou novament empresonat el 2 de desembre de 1460, però les Corts Catalanes, reunides a Lleida, van demanar a Joan alliberar el seu fill, cosa que s'aconseguí el 25 de febrer de 1461, forçant la Capitulació de Vilafranca, i Carles fou nomenat lloctinent de Catalunya de manera perpètua en 23 de juny. El 23 de setembre de 1461 el príncep de Viana morí a Barcelona, víctima de problemes de salut, però amb la sospita popular d'un possible enverinament promogut per Joana Enríquez.

## Representacions de Carles de Viana en les arts

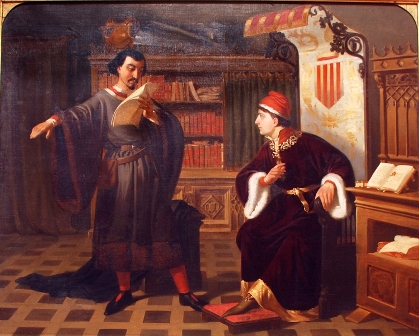
Ausiàs March i el príncep de Viana, d'Agustí Rigalt (Biblioteca Museu Víctor Balaguer).

La història tràgica de Carles de Viana el va convertir en protagonista de diferents obres literàries, sobretot durant el període romàntic:
- Diversos poemes contemporanis a la seva mort: Complant per la mort del príncep de Viana, poema de Guillem Gibert (ca. 1465); Obra feta a la bona memòria de Carles... de N. Font; altres "complants" de Pedro Martínez i Francesc de Pinós, o dues cançons anònimes, copiades per les mateixes dates, sobre la mort i santificació del príncep.
- El piadoso aragonés de Lope de Vega (1626), comèdia històrica sobre les relacions entre el príncep i Joan II.
- El hijo obediente, drama d'Agustín Moreto (1660?), sobre el mateix tema que el de Lope.
- Lealtad de una mujer y aventuras de una noche de José Zorrilla (1840), sobre un episodi fictici protagonitzat pel príncep.
- El príncipe de Viana (1841), narració en tres lliuraments de Josep Maria Quadrado, publicat a La Palma.
- El príncipe de Viana, "drama trágico" de Gertrudis Gómez de Avellaneda (1844).
- El príncipe de Viana, novel·la històrica d'Álvar Méndez de Ribera (1858).
- Ausias March, drama en castellà de Víctor Balaguer (1858), on el príncep surt com a personatge, ja que va ser amic del poeta.
- Carlos de Viana, drama històric en tres actes (en castellà) de Salvador Llanas Rabassa, estrenat al teatre del Círcol Catòlic d'Obrers de Mataró, el mes de desembre de 1888.
- Carles de Viana, tragèdia en vers de Miquel Saperas (1938).
- Don Carlos de Viana, drama en romanès d'Alexandre Cioranescu (1954).
- El príncep de Viana, de Mariona Ibars (1996). Adaptat en la pel·lícula per a televisió Carles, príncep de Viana.

També és protagonista de:
- El príncipe de Viana, òpera amb música de Tomás Fernández Grajal (1885)
- Carles, príncep de Viana (2001), pel·lícula per a televisió produïda per TV3, a partir de l'obra de Mariona Ibars, amb l'actor David Selvas interpretant el príncep.[8]